# マルティン・チェルベンカ
- マルティン・セルヴェンカ
- マルティン・セルベンカ

マルティン・チェルベンカ（チェコ語: Martin Červenka, 1992年8月3日 - ）は、チェコ共和国プラハ出身のプロ野球選手（捕手）。チェコ・エクストラリーガのコトラーシュカ・プラハ所属。マルティン・セルヴェンカとも表記される。

## 経歴

### プロ入りとインディアンス傘下時代
2008年にMLBがヨーロッパで1か月に渡って行ったキャンプに参加。
2009年1月に、クリーブランド・インディアンスとマイナー契約を結んだ。この年と2010年はオーストラリアでプレー。
2011年は傘下ルーキー級のAZLインディアンスでプレー。17試合に出場して打率.164、0本塁打、1打点という成績だった。
2012年もAZLインディアンスでプレーし、26試合に出場して打率.240、0本塁打、12打点という成績だった。また9月に、第3回WBC予選のチェコ代表に選出された。
2013年はショートシーズンA級マホーニングバレー・スクラッパーズとA級レイクカウンティ・キャプテンズでプレーした。
2014年はA級レイクカウンティで25試合に出場し、打率.181、0本塁打、8打点という成績だった。また9月3日に、第33回ヨーロッパ野球選手権大会のチェコ代表に選出された。
2015年もA級レイクカウンティで49試合に出場し、打率.184、1本塁打、15打点という成績だった。オフの11月6日にFAとなったが、11月19日にインディアンスと再契約した。
2016年はA級レイクカウンティとA+級リンチバーグ・ヒルキャッツでプレーし、合計で96試合出場、打率.272、6本塁打、50打点という成績だった。また3月に第4回WBC予選のチェコ代表に選出された。
2017年はA+級リンチバーグで112試合に出場し、打率.278、8本塁打、57打点の成績を残した。オフの11月6日にFAとなった。

### オリオールズ傘下時代
2017年11月20日にサンフランシスコ・ジャイアンツとマイナー契約を結んだが、12月14日に行われたルール・ファイブ・ドラフトのマイナーリーグフェイズでボルチモア・オリオールズから指名され移籍した。
2018年はマイナー8年目にして初めてAA級に昇格。ボウイ・ベイソックスで97試合に出場し、打率.258、15本塁打、60打点の成績を残した。また7月には打率.364、7本塁打、25打点の好成績でAA級イースタンリーグの月間MVPを獲得した。
2019年は初めてAAA級に昇格し、ノーフォーク・タイズで12試合に出場、打率.372、0本塁打、4打点の成績を残したほか、マイナー3球団合計で63試合に出場し、打率.233、5本塁打、24打点という成績だった。
2020年はマイナーリーグが開催中止となったため、7月にオリオールズとの契約を維持したままチェコに一時帰国し、チェコ・エクストラリーガのコトラーシュカ・プラハに入団した。シーズン終了後に退団。また11月2日にオリオールズをFAとなった。

### メッツ傘下時代
2021年3月22日にニューヨーク・メッツとマイナー契約を結んだ。この年はAAA級シラキュース・メッツで72試合に出場し、打率.183、7本塁打、19打点という成績だった。オフの11月7日にFAとなった。

### チェコ・エクストラリーガ時代
2022年はチェコ・エクストラリーガのコトラーシュカ・プラハに2年ぶりに復帰したが、チームが2部に降格したため、1部のイーグルス・プラハにレンタル移籍した。この年は43試合に出場し、打率.424、15本塁打の成績でリーグ本塁打王に輝いた。また9月13日には第5回WBC予選のチェコ代表に選出された。
2023年1月4日にイーグルス・プラハを退団することが発表された。3月に開催された第5回WBC本戦にチェコ代表として出場した。また開幕前に同リーグのテンポ・プラハと契約した。
2024年2月24日に同リーグのフロッシ・ブルノと契約した。
2025年はコトラーシュカ・プラハに復帰した。

## 詳細情報

### 代表歴
- 2013 ワールド・ベースボール・クラシック予選 チェコ代表
- 2014年ヨーロッパ野球選手権大会チェコ代表
- 2017 ワールド・ベースボール・クラシック予選 チェコ代表
- 2023 ワールド・ベースボール・クラシック予選 チェコ代表
- 2023 ワールド・ベースボール・クラシック・チェコ代表
- カーネクスト 侍ジャパンシリーズ2024　欧州代表